# 鍾霆
鍾霆，字伯震，浙江紹興府上虞縣人，明朝政治人物、進士出身。
鄉試二十五名。洪武四年，會試二十五名，登進士三甲，授荊州府江林縣縣丞。